# Fonda Sahla
Fonda Sahla ('s-Gravenhage, 29 mei 1979) is een Nederlands voormalig politica namens D66. Zij was tussen maart 2018 en november 2021 gemeenteraadslid in Den Haag en tussen oktober 2021 en december 2023 Tweede Kamerlid.

## Jeugd en opleiding
Sahla heeft zeven broers en zussen, onder wie Soumaya Sahla en is dochter van gastarbeiders uit Marokko. Zij groeide aanvankelijk op in de Haagse Rivierenbuurt, maar verhuisde op zevenjarige leeftijd naar het Transvaalkwartier. Zij volgde haar opleiding aan een mbo-school, die later het ROC Mondriaan zou worden, en werkte als een apothekersassistent.

## Carrière
Sahla raakte in de buurt betrokken vanwege haar ervaringen in het onderwijs met haar oudste zoon. Zij kreeg de overtuiging dat haar zoon niet dezelfde kansen kreeg als kinderen op een 'witte school'. Zij werd rond 2008 lid van de medezeggenschapsraad van basisschool Het Galjoen en van de gemeenschappelijke medezeggenschapsraad van de koepelorganisatie bestaande uit ongeveer 50 scholen. In 2013 stuurde zij een kritische brief naar D66'er Ingrid van Engelshoven, de wethouder van onderwijs, en het contact met haar leidde tot de beslissing van Sahla om de politiek in te gaan. In 2016 was zij een van de oprichters van de weekendschool Transvaal Universiteit in het gebouw van Het Galjoen. Zij hielp ook bij het opzetten van andere buurtprojecten zoals een groep van moeders en spreekuren met de wijkagent en met mensen van de geestelijke gezondheidszorg. Ook was Sahla vanaf 2019 projectleider portiekmuziek bij het Residentie Orkest.
Sahla kwam voor D66 op plaats vijf op de kandidatenlijst voor de gemeenteraadsverkiezingen van 2018 in Den Haag. Sahla werd verkozen en voerde in de gemeenteraad het woord over de dossiers onderwijs, jeugd en stadsdelen. Zij zorgde voor een onderzoek naar de beschikbaarheid van studieplekken, nadat zij had vernomen dat studenten in het weekend naar andere steden reisden voor een dergelijke plek. Ook pleitte zij voor speciaal-onderwijsklassen binnen het regulier onderwijs en voor het aanpakken van eenzaamheid onder de jeugd. In 2020 werd Sahla door D66 onderscheiden met de Els Borst Netwerk Inspiratieprijs. Zij was bestuurslid van de Haagse afdeling van dat netwerk, dat binnen D66 gendergelijkheid promoot. Tijdens de coronapandemie, nam de gemeenteraad een voorstel van Sahla aan om zomeronderwijs uit te breiden om zo leerachterstanden ontstaan door schoolsluitingen in te halen.
Voor de Tweede Kamerverkiezingen van maart 2021 stond Sahla op de 27e plaats van de kandidatenlijst. Zij ontving 3.087 voorkeurstemmen en haar partij won 24 zetels, waardoor zij niet werd verkozen. Sahla werd de tijdelijke vervanger van Kamerlid Rens Raemakers, die in oktober 2021 met ziekteverlof ging. Zij werd op 27 oktober beëdigd en haar benoeming ontving steun van voormalig VVD-leider Frits Bolkestein, die gastdocent was geweest bij de Transvaal Universiteit. Sahla verliet op 4 november 2021 de Haagse gemeenteraad. Zij werd in de Tweede Kamer woordvoerder over jeugdzorg, jeugdcriminaliteit, jeugdbescherming en de Participatiewet en zij is lid van de Commissie voor de Verzoekschriften en de Burgerinitiatieven en van de commissies voor Financiën, voor Justitie en Veiligheid, voor Onderwijs, Cultuur en Wetenschap en voor Volksgezondheid, Welzijn en Sport. Toen Rob Jetten de Kamer verliet om toe te treden tot het kabinet-Rutte IV, werd haar Kamerlidmaatschap vast. Haar portefeuille wijzigde in kinderopvang, voor- en vroegschoolse educatie, langdurige zorg en mantelzorg.
Op de kandidatenlijst van D66 voor de gemeenteraadsverkiezingen van 2022 zou Sahla op plaats zes komen. Toen haar tijdelijke kamerlidmaatschap werd omgezet in een permanent lidmaatschap trok zij zich terug voor een verkiesbare positie en fungeerde als een van de lijstduwers. Op 5 december nam zij afscheid van de Tweede Kamer.

## Persoonlijk
Sahla is getrouwd en heeft drie kinderen.
- Parlement.com: vlh6v4irg6gv